# Othresypna punctosa
Othresypna punctosa är en fjärilsart som beskrevs av Walker 1865. Othresypna punctosa ingår i släktet Othresypna och familjen nattflyn. Inga underarter finns listade i Catalogue of Life.